# São Félix de Balsas
São Félix de Balsas este un oraș în unitatea federativă Maranhão (MA), Brazilia.